# Sport Club Internacional
Sport Club Internacional là một đội bóng Brasil trụ sở đặt tại Porto Alegre, Rio Grande do Sul, được thành lập vào ngày 04 tháng 4 năm 1909. Họ chơi ở phe áo đỏ, quần trắng, lần đầu tiên trong số đó mang lại cho đội biệt danh của nó Colorado (Đỏ). Những câu lạc bộ cùng thành phố với họ là Grêmio và "Gre-Nal". Sân vận động của đội bóng là Sân vận động Beira-Rio, có sức chứa hơn 56.000 người.
Internacional vô địch tại Nam Mỹ vào năm 2010, đội bóng đã giành danh hiệu Copa Libertadores 2

## Danh hiệu

### International
- Copa Libertadores (2): 2006, 2010
- Copa Sudamericana (1): 2008
- Recopa Sudamericana (2): 2007, 2011
- FIFA Club World Cup (1): 2006

### National titles
- Campeonato Brasileiro Série A (3): 1975, 1976, 1979
- Copa do Brasil (1): 1992

### State titles
- Campeonato Gaúcho (40): 1927, 1934, 1940, 1941, 1942, 1943, 1944, 1945, 1947, 1948, 1950, 1951, 1952, 1953, 1955, 1961, 1969, 1970, 1971, 1972, 1973, 1974, 1975, 1976, 1978, 1981, 1982, 1983, 1984, 1991, 1992, 1994, 1997, 2002, 2003, 2004, 2005, 2008, 2009, 2011

### Friendly titles
- Joan Gamper Trophy (ESP): 1

1982
- Kirin Cup (JAP): 1

1984
- Dubai Cup (UAE): 1

2008
- Wako Denki Cup (JAP): 1

1992
- Torneio Costa do Sol (ESP): 1

1983
- Torneio Costa do Pacífico (CAN): 1

1983
- Torneio Viña del Mar (CHI): 2

1978, 2001
- Rangers International Tournament (SCO): 1

1987
- Suruga Bank Championship (1): 2009

### Youth titles
- Eurovoetbal (NED): 1

2006
- Campeonato Brasileiro Sub-23 (Under-23 Cup): 1

2010
- Campeonato Brasileiro Sub-20: 1

2006
- Nike Cup (Under-15 World Championship): 1

2000
- Porto Seguro Cup: 1

2008
- Copa 2 de Julho: 2

2007, 2008
- Copa Macaé de Juvenis: 3

2000, 2001, 2005
- Brazilian Under-20 champions at Copa São Paulo de Juniores: 4

1974, 1978, 1980, 1998
- Copa Santiago de Futebol Juvenil: 9

1990, 1992, 1993, 2001, 2003, 2005, 2007, 2009, 2010
- Punta Cup: 1

2010

## Cầu thủ nổi tiếng
(Dan sách cầu thủ nổi tiếng từng chơi cho Sport Club Internacion
Bản mẫu:Bài chính category
| - Abigail - Adãozinho - Adriano Gabiru - Alex - Alexandre Pato - Aloísio - André Cruz - Batista - Bodinho - Bolivar - Branco - Brito - Caçapava - Carlitos - Carpegiani - Ceará - Daniel Carvalho - Claudiomiro - Christian - Clemer - Dadá Maravilha - Dunga - Edinho | - Escurinho - Fabiano Eller - Fabio Luciano - Fábio Rochemback - Falcão - Fernandão - Flávio Minuano - Gainete - Gonçalves - Gérson - Gilmar - Giuliano - Iarley - Índio - Jair - Carlos Kluwe - Larry - Leandro Damião - Lúcio - Lula - Mahicon Librelato - Manga - Marinho Peres | - Mauro Galvão - Nena - Nilmar - Rafael Sóbis - Renan - Russinho - Sandro - Silvio Pirilo - Taffarel - Taison - Tesourinha - Tinga - Valdomiro Argentina - Roberto Abbondanzieri - Mario Bolatti - Andrés D'Alessandro - Sergio Goycochea - Pablo Guiñazú - José Villalba Chile - Elías Figueroa | Colombia - Wason Rentería - Fabián Vargas Ecuador - Luis Bolaños Paraguay - José de La Cruz Benítez - Julio César Enciso - Roberto Fernández - Carlos Gamarra - Diego Gavilán Uruguay - Diego Aguirre - Oscar Aguirregaray - Rubén Paz - Julio Pérez - Gonzalo Sorondo |